# Cormac McCarthy
Cormac McCarthy (rojen Charles McCarthy), ameriški pisatelj in dramaturg, * 20. julija 1933, Providence, Rhode Island, ZDA, † 13. junija 2023, Santa Fe, Nova Mehika, ZDA.
Najbolj znan je bil po svojem romanu Cesta, za katerega je leta 2007 prejel Pulitzerjevo nagrado. Po romanu Ni dežela za starce so leta 2007 posneli film Ni prostora za starce, ki je prejel štiri oskarje, med drugim tudi za najboljši film.